# Zocklingang
Zocklingang est un village situé dans la région de l'Est du Cameroun entre la commune de Diang (1 km à l'est) et le village de Kombé (2,6 km au sud). Le village de Zocklingang dépend du département de Lom-et-Djérem et de la commune de Diang.

## Population
Lors du recensement de 2005, on y dénombrait 329 personnes.
En décembre 2011, Zocklingang comptait 292 habitants.
Le village est réputé pour la force et la détermination qui caractérisent sa population. Les grandes familles présentes dans ce village sont les Djoni - Abena, Issakok et autres. 
La langue parlée dans ce village est l'anyalack, qui diffère du bamvelé (bebele), du bobilis (bebil) et du maka (langue parlée par ce peuple appartenant à une minorité dont l'itinéraire migratoire les a enlevé du centre du Cameroun pour les conduire vers l'est). 

## Éducation
Il existe l'école publique à Zocklingang.  

## Personnalités
Plusieurs personnalités sont issues de ce village dont la plus emblématique est Nialepa Djoni Frédéric, ancien conseiller municipal de la commune de Lomié, adjoint au maire de Diang et receveur municipal.